# 임성택 (신학자)
임성택 (林成澤, Lim Sungtaek, 1959년 - )은 대한민국의 신학자이며 교수이다. 강서대학교에서 제4대 총장(2010-2014)을 하였다.

## 학력
- 서울 성동고등학교
- 그리스도 대학교
- 연세대학교 연합신학대학원 석사
- 동아대학교 대학원 박사
- 국립 필리핀 대학교 (International Communicator Open University) 명예 선교학 박사

## 경력
- 강서대학교 제 4대 총장 역임
- 현 한국기독교한림원 회원
- 한국외항선교회 이사

## 저서
- 이 땅에 임재한 천국의 법
- 성서와 기독교 이해를 위하 신학노트
- 현대신학에 있어서 헤겔적 유화신론의 가능성에 관한 연구
- 선한 안티 크리스천, 그 귀한 왕들의 귀환을 열망하며

## 같이 보기
- 강서대학교
- 한국기독교한림원
- 대한민국의 신학자 목록